# 카의 등장인물 목록
카의 등장인물 목록은 카에서 나온 등장인물을 나열한 것이다.

### 경주 차

#### 러스트 에즈 팀
- 라이트닝 맥퀸

- - 맥

라이트닝 맥퀸을 실어 나르는 큰 트럭. 어서 캘리포니아로 가서 다이노코 회장과 인사하고 싶은 맥퀸을 태우다가 졸음 운전으로 맥퀸을 잃어버린다.
- - 하브

라이트닝 맥퀸의 매니저.
- - 러스티와 더스티

러스트 에즈를 창업한 형제. 러스티는 대변인, 더스티는 사장이다.
러스트 에즈팀은너무녹이쓸었다..

#### 다이노코 팀
- 더 킹 스트립 웨더스

68세의 자동차로, 1등 판정 레이싱을 마지막으로 은퇴했다.
- 텍스

다이노코 팀의 사장.
- 다이노코 걸, 트럭, 헬리콥터

다이노코 팀의 팀원들이다.

#### 하스틸 테이크오버 뱅크 팀
- 칙 힉스

만년 2등. 별명은 썬더. 수단과 방법을 가리지 않는다. 1등 판정 레이싱에 우승했다.

#### 기타
- - 다일 주니어 - 평범한 피스톤 컵 경주차이다.
  - 프레드 - 오래되어 녹슨 차이다.
  - 불량배 차들 - 부스트, 윙고, 스놋, DJ(데이비드 존슨 2세)로 이루어진 불량배 차들이며, 튜닝을 했고, 함께 어울려 다닌다.
  - '미아, 티아 - 맥퀸의 팬이며, 맥퀸이 스프링스 마을에서 와 1등 판정 레이싱을 할 때에는 칙 힉스의 팬인 쌍둥이이다.
  - 대럴, 밥 - 피스톤 컵 중계자 아나운서이다.

### 레디에이터 스프링스 마을 주민
- 메이터 - 견인차로, 라이트닝 맥퀸과 친해진다.
- 샐리 - 라이트닝 맥퀸이 알게 되는 포르쉐 카레라로, 변호사였다가 도시 생활에 싫증이 나서 스프링스로 오게 되었다.
- 닥 허드슨 - 54년 피스톤 컵 레이싱을 앞두고 사고가 나 출천이 보류되다 다시 출천한 뒤, 그만두게 된 판사이다.
- 루이지, 귀도 - 타이어가게를 운영하는 자동차로, 귀도는 작은 지게차다.
- 라몬 - 페인트가게를 운영한다.
- 플로 - 주유소를 운영한다.
- 보안관 - 이름은 셰리프로, 마을을 지킨다.
- 상사 - 지프차로, 군용가게를 운영한다.
- 레드 - 소방차로, 겁이 많은 성격이어서 잘 운다. 레드라는 말은 빨강의 영어이다.
- 리지 - 마을에서 제일 나이가 많은 노녀이며, 골동품가게를 운영한다.
  - 스탠리 - 리지의 남편이고, 맥퀸이 스프링스 마을로 오기 전에 죽었다(또는 사망했다).
  - 프랭크 - 트랙터들의 소유인 자동차이다.
  - 트랙터 - 프랭크의 소유인 트랙터들이며, 게으르고 둔하다.